# 하네다 다쿠야
하네다 다쿠야(일본어: 羽根田 卓也, 1987년 7월 17일~)는 일본의 카누 선수이다. 주 종목은 슬라럼으로 2016년 하계 올림픽에서 남자 C-1 종목 동메달을 획득하며 올림픽 카누에서 메달을 획득한 최초의 아시아 선수가 되었다.